# Радич (воєвода)
Радич воєвода (Радик Сенко) (Радик Сенкон за Шарлем дьо Канж, також відомий як Радик Станкович) — «воєвода Софії» і військовий командувач Софійського регіону у XV столітті, визначений болгарською історіографією як «перший гайдук».

## Життєпис
Імовірно Радич є вихідцем із боснійської сім'ї Кнежевич (болг. Княжевичи), що означає «царственні». Шарль дьо Канж, хроніст XVII-го століття, визначає його як «Радик Сенкон, син Сенко і онук Младена, який мав великі володіння в графстві Хелмо, зять Георги Страшимира, якій володів багатьма землями між Скоп'є і Софією».

## Участь у військових конфліктах на ранньому етапі
Наприкінці XIV століття Радич брав участь у численних міжусобних конфліктах у Західній Сербії, двічі потрапляв у полон до своїх ворогів. На початку XV століття Радич став союзником претендента на османський султанат, майбутнього султана Мехмеда I проти такого ж претендента Муси Челеби, його брата. Останній захопив великі слов'янські території на Балканському півострові, здійснюючи при цьому місцеве населення (болгари його прозвали через це Мусою Кеседжиєю, тобто головорізом). Зрозуміло, що частина болгарських правителів підтримала Мехмеда I, який на ту мить вів обережну політику стосовно болгар. Болгарські загони із залученням нерегулярних формувань (прообразів гайдуцьких загонів-чет) допомогли Мехмеду розбити Мусу. Султан віддячив союзникам, роздавши їм багато земель. Зокрема Радич був призначений керувати Софією, при цьому отримавши багато земель між Софією і Скоп'є у власність. Георги Стойков Раковски, який досліджував питання болгарського гайдуцького руху, писав, що тесть Радича був останнім власно болгарським правителем Софії, тому Радич, скоріше за все, мав на ці землі певні спадкові права.

## Останні роки
Скоріше за все Радич проводив свою незалежну політику, ймовірно надавав прихисток повсталим з інших, захоплених османами районів. Він сприяв Яношу Гуняді, якій вів тривалу боротьбу з османами на Балканах і був проголошений папою Євгенієм IV майбутнім царем Болгарії. Через це у османських хроніках з'явився запис від 1454 року «У це літо Мехмед полонив Радича, болгарського воєводу Софії… за старі гріхи».